# Бордж-Бу-Арреридж (вилайет)
Бордж-Бу-Аррери́дж (араб. ولاية برج بوعريريج‎) — вилайет в северной части Алжира, одноимённый своему административному центру, городу Бордж-Бу-Арреридж.

## Географическое положение
Вилайет Бордж-Бу-Арреридж лежит примерно в 200 км восточнее столицы Алжира — города Алжир.
Граничит с вилайетами Беджая на севере, Сетиф на востоке, Мсила на юге и Буира на западе.

## Административное деление
Административно вилайет разделен на 10 округов и 34 коммун.

### Округа

Округа вилайета Бордж-Бу-Арреридж.

| № на карте | Округ                                  | Число коммун | Площадь, км² |
| ---------- | -------------------------------------- | ------------ | ------------ |
| 1          | Бордж-Бу-Арреридж (Bordj Bou Arreridj) | 1            | 81           |
| 2          | Айн-Тагрут (Aïn Taghrout)              | 2            | 233          |
| 3          | Рас-эль-Уед (Ras El Oued)              | 3            | 332          |
| 4          | Бордж-Гедир (Bordj Ghedir)             | 5            | 345          |
| 5          | Бир-Касдали (Bir Kasdali)              | 3            | 422          |
| 6          | Эль-Хамадия (El Hamadia)               | 4            | 680          |
| 7          | Мансура (Mansoura)                     | 5            | 836          |
| 8          | Меджана (Medjana)                      | 4            | 549          |
| 9          | Бордж-Земура (Bordj Zemoura)           | 3            | 185          |
| 10         | Джаафра (Djaafra)                      | 4            | 256          |

## Экономика и промышленность
В административном центре, городе Бордж-Бу-Арреридж, имеется несколько предприятий электронной промышленности.